# Caryophyllia laevigata
Caryophyllia laevigata is een rifkoralensoort uit de familie Caryophylliidae. De wetenschappelijke naam van de soort is voor het eerst geldig gepubliceerd in 2010 door Kitahara, Cairns & Miller.